# Cyril Houplain
Pour les articles homonymes, voir Houplain.
Cyril Houplain, né au XXe siècle, est un artiste français. Il est le père de l'acteur Jules Houplain.

## Biographie
Cyril Houplain est Illustrateur et peintre, scénographe pour la scène musicale, directeur artistique au sein du collectif H5, metteur en scène, lumières, décors, vidéos ou costumes.
Co-Créateur de l'identité graphique de -M-  et des personnages et de l’univers visuel de la comédie musicale, Le Soldat rose, c'est sous le nom de CHO, qu'il plante le drapeau Français dans des crottes de chien parisiennes, de 1999 à 2005.

## Discographie (concepteur visuel)
- 1998 : -M-, Le baptême,
- 2003 : -M-, Qui de nous deux,
- 2007 : Thomas Dutronc, Comme un manouche sans guitare,
- 2009 : Diam's, SOS,
- 2011 : Arthur H, Baba Love, Tété,
- 2017 : Oxmo Puccino, Un Roi sans son carrosse
- 2015 : M pokora, Louane
- 2016 : Thomas Dutronc, Les esprits manouche, LeJ,
- 2017 : Oxmo Puccino,

## Spectacles
- 2002 : Zazie Ze Live,
- 2006 : Comédie Musicale Le Soldat Rose
- 2012 : Jenifer[3],
- 2017 : Carte blanche pour les 30 ans de L'Institut du Monde Arabe,
- 2017 : Nekfeu, SCrew,
- 2019 : Julie Ferrier[4]
- 2022 : Bénabar

## Expositions
Expositions personnelles
- 2005 : The serial painter, Ferme du Buisson.
- 2007 :  Houps, Galerie Chappe
- 2009 : Les bénéfices du doute, Galerie Chappe
- 2017 : Fourmi, Ellia Art Gallery
- 2019 : Fourmis, Château d'Ardelay[5]

Expositions collectives
- 1989/1996 : avec Druillet, Moebius, Giger, Tardi, Galerie Stardom
- 2013 :  Exposition HELLO du collectif H5, Gaité lyrique

## Filmographie
- Kung-Fu Master, 1987, d'Agnès Varda : un jeune.
- La Ficelle, 2011, mini série diffusée sur CANAL +: Auteur et Réalisateur - Production Carole Mirabello, Un monde meilleur